# جلال فهمي
جلال فهمي (21 ديسمبر 1979 -)  هو ملحن وموزع موسيقي مصري.

## أعمالة الفنية[7][8]

### التوزيع
- تامر حسني [9][10][11]

|   | اسم الأغنية      | الموزع    |
| - | ---------------- | --------- |
| 1 | كل مرة           | جلال فهمي |
| 2 | نور عيني         | جلال فهمي |
| 3 | هوصلك            | جلال فهمي |
| 4 | لأول مره         | جلال فهمي |
| 5 | عاطف وفاتن       | جلال فهمي |
| 6 | نص لمحه          | جلال فهمي |
| 7 | ومن بعدي الطوفان | جلال فهمي |
| 8 | حبيت اتنين       | جلال فهمي |
| 9 | زي النيل         | جلال فهمي |

- البوم الجنة في بيوتنا ( تامر حسني ) ويضم 11 أغنية [14][15][16]

| - شهر رمضان - تيجى ننسى - لو عايز الخير - الجنة في بيوتنا - يا أرحم الراحمين - ونجحنا السنة دى | - يارب أنا تعبان - وعنيها دمعت - صاحبنى ياابويا - سبحان الله - أسماء الله الحسنى |

- شذى حسون : مد ايدك للسما، دعاء ( يا رب )
- ياسمين نيازى : طمن قلبي - عودني يارب - نسايم [17][18][19][20]
- إبراهيم عبد القادر : اتحمل ايه - شو هالحكي - وضاح شبلي
- قول الو (فيلم ظرف طارق 2005)

البوم فادى بدر : أول ليلة - الله يسهلك - علياني - بتغارى على - بتدور وتلف - قلبي مات

#### أغاني سينجل[21]
- شهداء 25 يناير
- فيروز (اهداء للفنانة فيروز)
- حبيبي يا رسول الله
- الوقت - Gossip (برنامج شط بحر الهوى)
- يد واحدة (مهرجان موازين)
- لو خوفي عليكي (برنامج رحلة صعود)

#### أغاني منفردة
- علي أصله بان [22]